# Зухабский мир

Ирано-турецкие войны 1602-1639 гг.

Зухабский (Касри-Ширинский) мир — мирный договор между Османской империей и Сефевидской Персией, завершивший войну 1623—1639 годов. Подписан 17 мая 1639 года.
Договор положил конец длительному противоборству Османской империи и Сефевидской державы, начавшемуся с Чалдыранской битвы в начале XVI века, и стал одним из величайших достижений турецкого султана Мурада IV. По условиям договора Сефевиды сохранили за собой Эривань и прилегающие к нему территории на Кавказе, а турки удержали Басру и Багдад. Тем самым в целом была восстановлена линия границы, установленная Амасьинским договором.
Границы, установленные Зухабским миром, оставались без изменения в течение почти ста лет, пока держава Сефевидов не пала под нашествием афганцев.

## Предыстория
Как и предыдущие мирные договоры, мирные договоры, подписанные в 1612 и 1618 годах, недолго оставались в силе. Первую четверть XVII века можно охарактеризовать как период внутренних беспорядков в Османской империи. Такие события, как смерть султана Ахмада I в 1617 году, становление султаном Мустафы I и его последующее свержение, становление султаном Молодого Османа II и его убийство вскоре после этого, нарушили внутреннюю стабильность Османской империи. Кроме того, все эти султанские изменения сопровождались убийством или устранением высокопоставленных и компетентных бюрократов изнутри. Наконец, в 1623 году султан Мурад IV занял османский престол. В то время султану было всего 12 лет, а фактическая власть была сосредоточена в руках премьер-министра Каманкеша Али-паши и матери султана Махпейкар Султан.
В государстве Сефевидов ситуация была совершенно иной. Шах I Аббас, пришедший к власти в период феодализма и вынужденный подписать тяжелый для Сефевидов Стамбульский договор 1590 г., постепенно сумел восстановить прежнюю мощь государства. В 1603 году он предпринял атаку, чтобы вернуть утраченные земли, и в значительной степени преуспел в этом. Условия Амасийского договора были подтверждены двумя подписанными соглашениями, и османы были вынуждены вернуть земли, которые они приобрели в 1590 году.
В 1623 году начался новый этап войн шаха Аббаса с османами. Главным фактором начала этой войны был багдадский вопрос, а также немаловажную роль сыграло увлечение империи Сефевидов внутренними конфликтами Османской империи. Так, в Багдаде, утраченном Сефевидами в 1534 г., в то время правил Юсиф-паша, но фактическое управление было сосредоточено в руках Бекира Субаши. В борьбе между этими двумя Бекир Субаши победил и объявил, что он назначен наместником Багдада ложным указом, но это предложение было отвергнуто Стамбулом. После того, как он не был покорен, из Диярбакыра и окрестностей было отправлено войско. Бекир Субаши, оказавшийся в безвыходном положении, обратился к шаху Аббасу и сказал, что подчинится ему. Оценив эту бесценную возможность, шах Аббас направил в Багдад войско под предводительством Сафикулу-хана. Однако, услышав известие о приближении армии Сефевидов, руководство Османской империи признало Бекира Субаши багдадским пашой, а взамен Бекир Субаши отозвал свое предложение Сефевидам. Однако армия Сефевидов уже приближалась, и с предательством сына Бакира Субаши подошедшая армия захватила город. Карачагай-хан захватил священные города Наджаф и Кербела, Мосул и Киркук. Армия Сефевидов, захватившая весь Ирак, включая Басру, продвинулась до Мардина в Анатолии. Из-за продолжающегося восстания абазин Мехмет-паши в Анатолии османская армия не могла сражаться с государством Сефевидов.
Османская атака с целью вернуть Багдад в 1625 году также потерпела неудачу. Хотя османской армии не удалось успешно завершить осаду форта, шах Аббас, атаковавший их сзади, не смог победить османскую армию. Шах Аббас, сделавший ранее мирное предложение, снова отправил посланника по имени Тохта-хан с таким предложением. Условием мира шаха Аббаса была передача Багдада османам в обмен на то, что регионы Наджаф, Кербела и Хилла останутся за Сефевидами. Однако в это время начало восстания внутри османской армии открыло Аббасу возможность отойти от идеи мира. За это время осада Багдада, длившаяся около 1 года, закончилась неудачей для османской армии, в отступающей османской армии произошла смена командования, и вместо Ахмед-паши был назначен Халил-паша, который был отстранен от пост премьер-министра.
В результате этих операций, хотя Мосул и Киркук были потеряны Сефевидами, удалось удержать Багдад.
Пока Халил-паша готовился к походу на Багдад, армия Сефевидов осадила крепость Ахисга, и абаза Мехмет-паша снова поднял мятеж в Эрзуруме. Не сумев подавить восстание, он был отстранен от должности и заменен Хосров-пашой. Хотя мятежник Мехмет-паша начал переговоры с шахом Аббасом, в конце концов Хосров сдался паше.
До смерти шаха Аббаса сефевидской армии удалось сохранить большую часть захваченных ими крупных территорий в Грузии и Ираке. После смерти шаха Аббаса (1629 г.) османская армия, решившая этим воспользоваться, начала подготовку к отвоеванию Багдада. Поход начался в 1629-1630 гг. Армия Сефевидов во главе с Зейнал-ханом потерпела поражение в битве у крепости Амик, расположенной между Шахри-зором и Хамаданом. Внук Шаха Аббаса, Шах Сафи, казнил Зейнал-хана и назначил на его место Рустам-хана. Накануне армия Сефевидов также потерпела поражение в Кербеле. В 1630 году армия Сефевидов в Багдаде была осаждена османской армией. Во время этой осады армия Сефевидов одержала победу, а османская армия отступила. В это время шах Сефи окружил Хиллу своим войском и захватил город. В результате Хосров-паша также был отстранен от командования.
Новый этап войны был начат в 1633 году армией Сефевидов. В это время армия Шаха Сефи осадила Ван. Однако после прибытия помощи из окрестностей осада была снята. В ответ на это в 1635 году Мурад IV лично командовал османской армией и начал новый поход. Со времени смерти султана Сулеймана ни один султан (за исключением визита Мехмета III в Австрию и визита Османа Младшего в Польшу) не участвовал в военных походах. Хотя Мурад взял Ереван в августе 1635 года, армия Сефевидов снова отвоевала Ереван в апреле 1636 года. Неоднократная потеря Еревана, который был единственным местом, захваченным во время похода Мурада, привела к распространению мысли, что его поход также был неудачным.
Шах Сефи, получив известие о том, что султан Мурад снова пойдет в поход, несмотря на свое поражение в Ереване, отправил в Стамбул посла по имени Максуд-хан и предложил мир. Но посланник был арестован, а мирное предложение отвергнуто. Таким образом, Мурад начал новый поход в 1638 году. Багдад был осажден, во время осады был убит премьер-министр Османской империи Тайяр Мехмет-паша. Хотя армия Сефевидов оказала сильное сопротивление во время 50-дневной осады, Бекташ-хан сдался из-за того, что в крепости закончились продовольствие и боеприпасы. Несмотря на капитуляцию командования, часть армии Сефевидов укрылась во внутренней крепости города под названием Нарынская крепость и продолжила сопротивление. Однако в конце концов сопротивление было полностью сломлено, османская армия выселила шиитское население города и заменила его суннитским населением из Анатолии.

## Подписание договора
После начала мирных переговоров сефевидская сторона хотела либо передать им крепость Карс, либо разрушить крепость. Однако их предложение было отклонено, и в замке Зухаб Касри-Ширинского района состоялись мирные переговоры. Османскую сторону представлял премьер-министр Сардар Каманкеш Гара Мустафа, а сторону Сефевидов - Сару Хан и Мухаммадгулу Хан.

## Условия
Согласно Касри-Ширинскому договору, подписанному 17 мая 1639 г., Арабский Ирак, состоящий из Басры, Багдада, Шахри-Зора, был оставлен османам, граница в Багдаде пройдет от Бедре, Джесана, Ханикина. , Мендели, Дерне, Дертенек и Серманел, Джаф, некоторые племена племени и деревни к западу от замка Занджир, замок Залим Али возле Шахри-Зора останутся за османами. Цепная крепость, крепости по сторонам Готура, Маку, Карса на границе Вана были разрушены с обеих сторон. Ереван остался на стороне Сефевидов. Месхетский регион, контролируемый Сефевидами, был отдан османам. Также сефевиды заявили, что не будут проклинать Абу Бакра, Омара, Османа, Аишу, которые считаются святыми для суннитов.
По договору сефевиды гарантировали, что не будут нападать на крепости Ван и Карс, а также Ахалсик. Было предложено создать "нейтральную" зону, чтобы не допустить, чтобы каждая из сторон получила большую территорию. По словам Мухаммеда Масума, она предназначалась для разрушения крепостей Маку, Готур и Магазбурд на западе Азербайджана. Мирный договор был одобрен шахом Сафи 20 мая 1639 года. Он был отправлен в Стамбул через Мухаммадгулу-хана, и султан Мурад IV одобрил соглашение.
По мнению профессора Эрнеста Тукера, Касри-Ширинское мирное соглашение можно считать «кульминацией» процесса нормализации отношений между двумя странами, начавшегося с Амасьйского мира. В отличие от любого другого османско-сефевидского договора, этот оказался более «долговечным» и стал «отправной точкой» почти для всех последующих дипломатических соглашений между двумя соседями.

## Язык
Паша Каримов, заместитель директора Института рукописей, доктор филологических наук, транслитерировал текст Касри-Ширинского договора, подписанного в 1639 году между государством Сефевидов и Османским государством, взяв его из книги «Аббаснаме» Мухаммада Тахира Вахида Газвини . 